# Saito Ryo
Ryo Saito (sinh ngày 15 tháng 8 năm 1999) là một cầu thủ bóng đá người Nhật Bản.

## Sự nghiệp câu lạc bộ
Ryo Saito đã từng chơi cho Cerezo Osaka.